# Karabin przeciwpancerny wz. 35
Karabin przeciwpancerny wzór 35 (kb ppanc wz. 35), znany także jako Ur (kb Ur; 7,9 mm rusznica przeciwpancerna UR) – polski karabin przeciwpancerny, skonstruowany w połowie lat trzydziestych i produkowany od 1938 roku w Państwowej Fabryce Karabinów w Warszawie.

## Historia

### Powstanie
Karabin przeciwpancerny wz. 35 został opracowany w Państwowej Fabryce Karabinów w Warszawie przez zespół konstruktorów pod kierunkiem Józefa Maroszka.

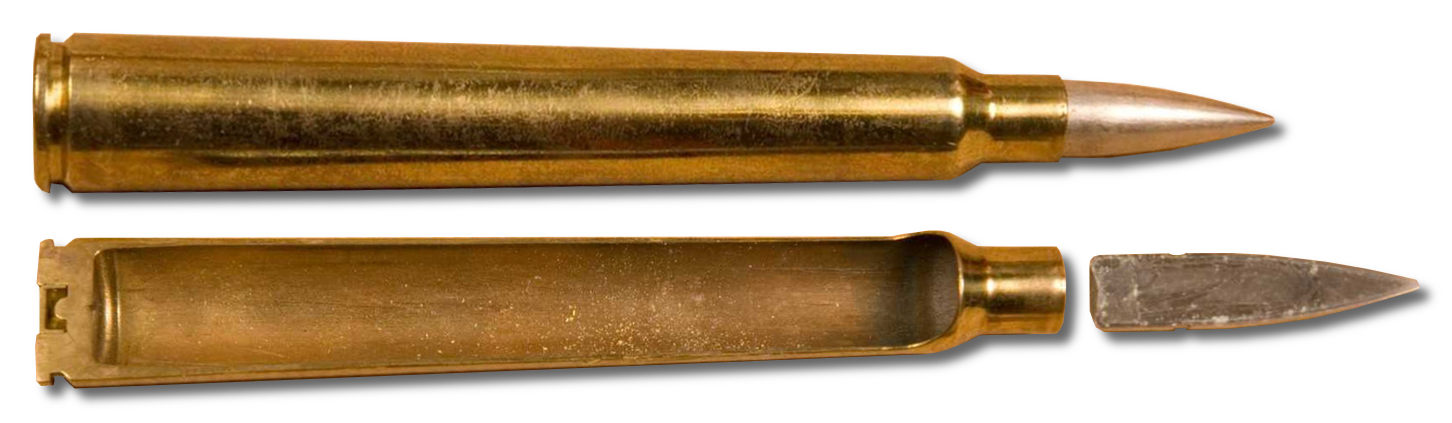
Nabój 7,92 × 107 mm DS

W przeciwieństwie do innych karabinów przeciwpancernych, polski karabin wz. 35 nie używał pocisków rdzeniowych, które przebijały pancerz dzięki twardemu rdzeniowi, ale pełnopłaszczowych pocisków ołowianych, zbliżonych do zwykłych pocisków karabinowych, o małym „karabinowym” kalibrze 7,92 mm. Pociski te były jednak wystrzeliwane z bardzo wysoką prędkością dzięki silnemu ładunkowi prochowemu i długiej lufie. Dzięki rdzeniowi ołowianemu, pocisk karabinu wz. 35 przy uderzeniu w pancerz pod płaskim kątem nie rykoszetował, lecz „przyklejał się” bokiem do pancerza, wybijając w nim „korek” o średnicy ok. 20 mm, który rozpadał się w pojeździe wraz z pociskiem, rażąc odłamkami załogę i moduły. Na grubszym pancerzu pocisk rozpłaszczał się, ale oddana w niego energia powodowała rozwarstwianie się pancerza od środka, także rażąc załogę i moduły.
Na początku II wojny światowej kb wz. 35 był w stanie przebić pancerz większości używanych czołgów. Z odległości 100 m przebijał pancerz grubości 33 mm, a z 300 m pancerz grubości 15 mm. Przy tym instrukcja podaje nawet przebicie do 40 mm z odległości 100 m. Była to lepsza przebijalność, niż np. brytyjskiego karabinu ppanc Boys o większym kalibrze 13,95 mm. Jego wadą był mały zasięg skuteczny, wynoszący 300 m, typowy jednak dla karabinów przeciwpancernych tego kalibru.
Początkowo stosowano pocisk typu SC, zwiększano jedynie ładunek prochowy i wypróbowywano różne rodzaje prochu nitrocelulozowego. Badania prowadzono na stanowisku doświadczalnym, wykorzystując standardowe lufy mauserowskie. Po zastosowaniu prochu progresywnego i nowego pocisku typu DS, na stanowisku doświadczalnym osiągnięto prędkość początkową około 1300 m/s. Pocisk typu DS miał wydłużoną część cylindryczną, zlikwidowano w nim stożek tylny, zmniejszono ostrołuk. Pocisk miał rdzeń ołowiany w płaszczu stalowym melchiorowanym i ważył 14,579 g.
W trakcie badań stwierdzono bardzo szybkie zużywanie lufy i problemy z zakleszczaniem się łuski wskutek działania wysokich ciśnień. Skłoniło to do podjęcia prac nad zupełnie nowym typem naboju. Bez zmian pozostał tylko pocisk, na nowo opracowano łuskę i ładunek prochowy. Nowa łuska miała długość 107,67 mm, wykonano ją ze stopu miedzi 67% i cynku 33%. Elaborowano ją 11,15 g prochu bezdymnego. Łączna masa naboju wynosiła 64,25 g, a długość całkowita równała się 131,2 mm. Pocisk typu DS wystrzeliwany z lufy karabinu wz. 35 osiągał prędkość początkową w granicach 1250–1275 m/s, co przekładało się na energię pocisku około 12 000 J.

### W Wojsku Polskim

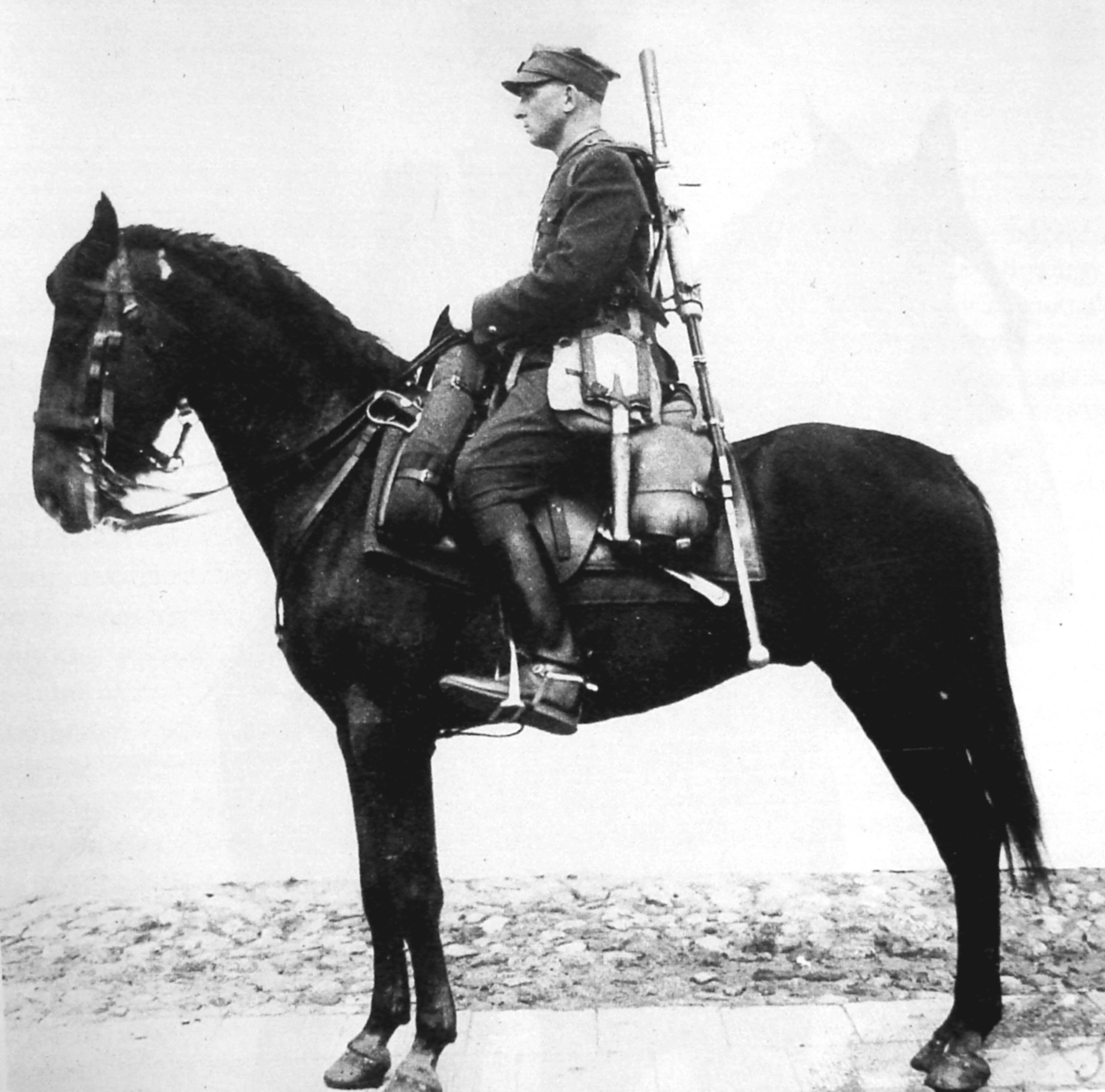
Polski ułan z atrapą imitującą karabin UR według Instrukcji o noszeniu, troczeniu i pakowaniu wyposażenia kawalerii z 1938

Jego wprowadzenie na uzbrojenie polskich oddziałów objęte było ścisłą tajemnicą wojskową. Karabin miał być rzekomo produkowany na eksport do Urugwaju. Stąd wzięła się potoczna nazwa tej broni: Ur (od „Urugwaj”). Broń była dostarczana w drewnianych skrzyniach z napisem „Nie wolno otwierać – sprzęt mierniczy” (według innych źródeł: „Nie otwierać – sprzęt optyczny.”). Skrzynie te składowano jako ściśle tajny zapas mobilizacyjny, ich otwarcie mogło nastąpić tylko na rozkaz Ministra Spraw Wojskowych. Dopiero 15 lipca 1939 wyszedł rozkaz zapoznania wybranych żołnierzy i oficerów z obsługą broni.
Z dokumentów wynika, że do sierpnia 1939 dostarczono polskim oddziałom ponad 3500 sztuk tej broni. Znane numery fabryczne (ok. liczby 7000) zdają się sugerować, że mogło ich być więcej (znany jest karabin tego typu z numerem 9001), ale tajność czyni to trudnym do ustalenia.
Przez wiele lat krążyły opinie, że utajnienie broni było przesadne i z tego powodu wiele oddziałów nie użyło karabinu w walce. Jednak dokładniejsze badania sugerują, że był powszechnie używany przez polskie oddziały. Co więcej, tajność została zachowana do wybuchu wojny i broń ta była całkowitym zaskoczeniem dla Niemców. Karabin okazał się skuteczną bronią, zdolną z odległości mniejszej niż 100 m przebić pancerz każdego czołgu niemieckiego z tego okresu, łącznie z najbardziej zaawansowanym Panzer IV.

### Dalsze losy

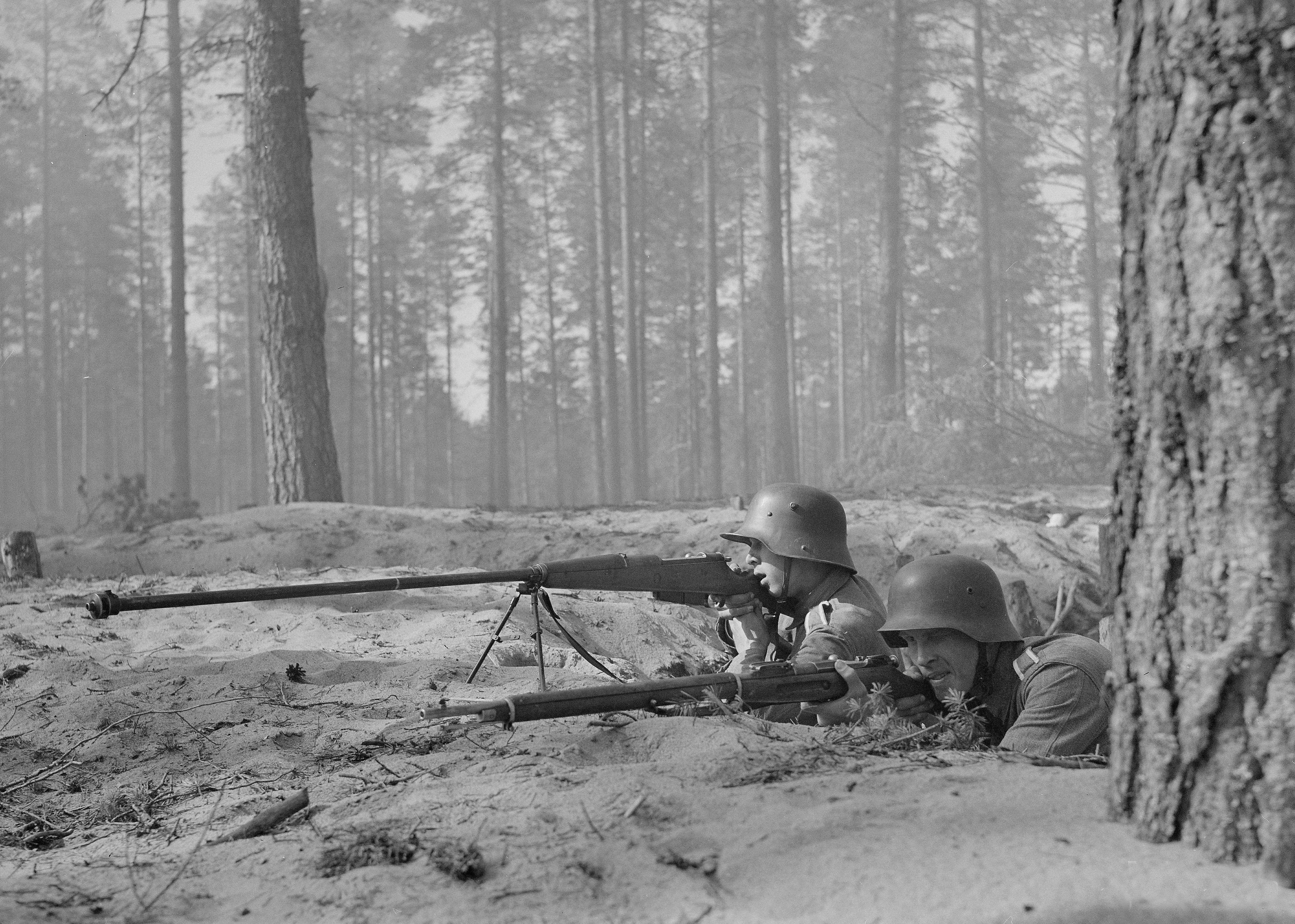
Fińscy żołnierze z karabinem przeciwpancernym wz. 35, 1942 r.

Po kampanii wrześniowej duża liczba egzemplarzy tej broni została przejęta przez Niemców. Nie jest znana ich dokładna liczba, broń otrzymała wówczas oznaczenie Panzerbüchse 35 (polnisch) ( PzB 35(p) ) i trafiła do niektórych oddziałów, np. posługiwali się nią spadochroniarze z grupy szturmowej, która zdobywała Eben Emael. Niektóre źródła twierdzą, że Niemcy wymienili oryginalne pociski z rdzeniem ołowianym, na pociski z twardym rdzeniem z PzB 39. Inne, że Niemcy nie podjęli produkcji amunicji, a jedynie wykorzystywano przejęte zapasy. Ponieważ posiadana liczba egzemplarzy PzB 35(p) nie mogła zaspokoić potrzeb niemieckich, a ukończono prace nad własną bronią tego typu, kb wz. 35 do końca 1940 r. wycofano z linii. W 1940 ok. 800 sztuk tej broni zostało sprzedane do Włoch (używane jako fucile controcarro 35(P) ), armia włoska użyła jej na wszystkich frontach, na których walczyła. Znalazła się ona także na wyposażeniu takich jednostek jak Afrika Korps (oddziały rozpoznawcze). W marcu 1940 r. niewielka partia karabinów (30 sztuk) trafiła przez Węgry do Finlandii, zbyt późno jednak by zostać użyta w wojnie zimowej; po ograniczonym użyciu podczas wojny kontynuacyjnej (jako 8mm pst kiv/38) broń została wycofana z pierwszej linii i zmagazynowana z powodu braków amunicji i części zamiennych oraz ograniczonej skuteczności w zwalczaniu nowszych typów sowieckich czołgów. Niektóre rozwiązania zamka kb ppanc wz. 35 stały się także inspiracją dla konstruktora sowieckiego karabinu przeciwpancernego PTRD.

## Zachowane egzemplarze

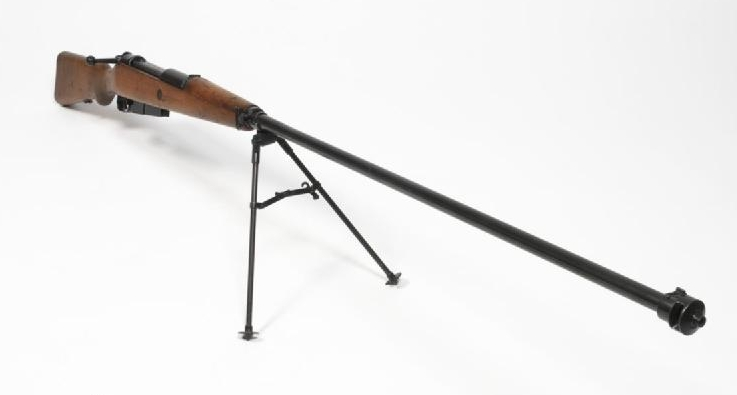
Egzemplarz z Imperial War Museum

Niewiele sztuk tej broni przetrwało II wojnę światową. Liczba zachowanych obecnie egzemplarzy karabinu przeciwpancernego wz. 35 nie jest dokładnie znana. Kilka z nich znajduje się muzeach:
- Muzeum Wojska Polskiego w Warszawie
- Muzeum w Tarnowskich Górach
- Muzeum Wojska w Białymstoku
- Muzeum Uzbrojenia w Poznaniu
- Muzeum Oręża Polskiego w Kołobrzegu
- Muzeum Militariów we Wrocławiu[2]
- Muzeum Wojsk Lądowych w Bydgoszczy – sprowadzony 1 września 2012 z Norwegii z Muzeum Obrony w Oslo dzięki staraniom polskich dyplomatów[3]
- Imperial War Museum
- Muzeum Regionalne w Kutnie
- Muzeum w Zamościu
- Muzeum im. Orła Białego w Skarżysku-Kamiennej
- Muzeum Ziemi Sochaczewskiej i Pola Bitwy nad Bzurą w Sochaczewie – 2 całe egzemplarze (1 częściowo zrekonstruowany) oraz 1 egzemplarz samej lufy z pobojowiska bitwy nad Bzurą[4]
- South African National Museum of Military History w Johannesburgu
- Muzeum II Wojny Światowej w Gdańsku
- Muzeum Ziemi Zawkrzeńskiej w Mławie – jeden egzemplarz (częściowo zrekonstruowany) oraz jeden egzemplarz zapasowej lufy i 2 naboje.

## Opis konstrukcji
Wz. 35 był karabinem powtarzalnym z zamkiem ślizgowo-obrotowym, ryglowany symetrycznie przez dwa rygle umieszczone na przedniej części trzonu zamkowego. Dodatkowy rygiel znajdował się w pobliżu rączki zamkowej. Kurek miał pierścień, który umożliwiał napięcie iglicy bez potrzeby otwierania zamka. W komorze zamkowej zastosowano ruchomy wyrzutnik, współdziałający z urządzeniem spustowym, służący równocześnie jako bezpiecznik chroniący przed strzałem przy niedomkniętym zamku. Lufa wymienna miała hamulec wylotowy pochłaniający około 65% energii odrzutu dzięki czemu nie powodował obrażeń w okolicy tzw. dołka strzeleckiego (miejsce pod obojczykiem, w które wstawia się stopkę broni podczas strzelania) u strzelających żołnierzy. Żywotność lufy wynosiła 300 strzałów.
Karabin zasilany był z jednorzędowego magazynka pudełkowego o pojemności 4 naboi. Przyrządy celownicze stałe, składały się ze szczerbinki i prostokątnej muszki.
Karabin miał drewniane łoże stanowiące całość z kolbą oraz dwójnóg.

## Użytkownicy
- II Rzeczpospolita – używane podczas kampanii wrześniowej
- III Rzesza – jako Panzerbüchse 35 (polnisch), skrót. PzB 35(p) ; używane do 1940 r., potem tylko przez Afrika Korps
- Finlandia – jako 8mm pst kiv/38; użyte podczas wojny kontynuacyjnej
- Faszystowskie Włochy – jako fucile controcarro 35(P); używane na wszystkich frontach
- Węgry – w posiadaniu, jednak nieużytkowane
- Urugwaj – domniemany użytkownik